# Tom Clancy's Rainbow Six 3: Raven Shield
Tom Clancy's Rainbow Six 3: Raven Shield é um jogo eletrônico do gênero Tiro em primeira pessoa tático. É o terceiro da série Rainbow Six, sucedendo a Rogue Spear e precedendo Lockdown. O jogo foi desenvolvido pela Red Storm Entertainment em associação com a Ubisoft para Microsoft Windows e Macintosh em 2003.[carece de fontes?] Um ano mais tarde, foi portado para o celular, em 12 de janeiro  de 2004.
Com o uso do novo motor de jogo, Unreal Engine 2.0, que lhe deu propriedades mais realistas, o jogo se aproximou de grandes títulos, como Counter-Strike, ao adaptar vários recursos ausentes nas versões anteriores.
A versão para consoles saiu com o mesmo motor gráfico, porém com jogabilidade, enredo e características muito diferentes. Foi desenvolvida para os consoles Xbox, PlayStation 2 e Nintendo GameCube. Devido ao sucesso da versão no console Xbox, no ano seguinte foi lançada uma expansão na Xbox Live intitulada Rainbow Six 3: Black Arrow.